# Likouala-aux-Herbes
Pour les articles homonymes, voir Likouala.
La Likouala-aux-Herbes est une rivière de république du Congo, affluent du Sangha.